# Sekvens (film)
En sekvens är en del av en film som består av flera scener, som bildar en dramaturgisk enhet, oftast i tid och/eller rum. Flera sekvenser bildar en akt.